# Mesolia
Mesolia é um gênero de mariposa pertencente à família Crambidae.